# Fort Loramie
Fort Loramie és una població dels Estats Units a l'estat d'Ohio. Segons el cens del 2007 tenia 1.466 habitants.

## Demografia
Segons el cens del 2000, Fort Loramie tenia 1.344 habitants, 480 habitatges, i 358 famílies. La densitat de població era de 710,9 habitants per km².
Dels 480 habitatges en un 40,4% hi vivien nens de menys de 18 anys, en un 68,3% hi vivien parelles casades, en un 4% dones solteres, i en un 25,4% no eren unitats familiars. En el 22,7% dels habitatges hi vivien persones soles l'11% de les quals corresponia a persones de 65 anys o més que vivien soles. El nombre mitjà de persones vivint en cada habitatge era de 2,8 i el nombre mitjà de persones que vivien en cada família era de 3,35.
Per edats la població es repartia de la següent manera: un 31% tenia menys de 18 anys, un 7,4% entre 18 i 24, un 31,2% entre 25 i 44, un 16,9% de 45 a 60 i un 13,5% 65 anys o més.
L'edat mediana era de 33 anys. Per cada 100 dones de 18 o més anys hi havia 97,4 homes.
La renda mediana per habitatge era de 54.750 $ i la renda mediana per família de 65.089 $. Els homes tenien una renda mediana de 39.934 $ mentre que les dones 27.039 $. La renda per capita de la població era de 19.602 $. Aproximadament el 0,9% de les famílies i l'1,4% de la població estaven per davall del llindar de pobresa.

## Poblacions més properes
El següent diagrama mostra les poblacions més properes.